# Liste du patrimoine mondial en Ouzbékistan
Cet article recense les sites inscrits au patrimoine mondial en Ouzbékistan.

## Statistiques
L'Union soviétique ratifie la Convention pour la protection du patrimoine mondial, culturel et naturel le 12 octobre 1988 ; la république socialiste soviétique d'Ouzbékistan fait alors partie de l'union et le premier bien ouzbek est inscrit au patrimoine mondial en 1990. Lors de la dislocation de l'Union soviétique, l'Ouzbékistan devient indépendant le 1er septembre 1991. Le pays notifie sa succession à la Convention le 13 janvier 1993.
En 2023, l'Ouzbékistan compte 7 biens inscrits au patrimoine mondial, 5 culturels et 2 naturels.
À la même date, le pays a également soumis 30 propositions sur sa liste indicative, 24 culturels, 3 naturels et 3 mixtes.

## Listes

### Patrimoine mondial
La liste suivante recense les biens ouzbèkes inscrits au patrimoine mondial en 2025. Les graphies et formulations sont celles employées par l'UNESCO, qui peuvent différer de celles employées ailleurs.
| Id.  | Bien                                               | Subdivision                         | Année | Superficie (ha) | Critères et notes | Coordonnées | Illus. |
| ---- | -------------------------------------------------- | ----------------------------------- | ----- | --------------- | --- | --- | ------ |
| 602  | Centre historique de Boukhara                      | Boukhara                            | 1993  | 216             | Culturel, (ii), (iv), (vi) | 39° 46′ 30″ N, 64° 25′ 44″ E |        |
| 885  | Centre historique de Shakhrisyabz                  | Kachkadaria                         | 2000  | 240             | Culturel, (iii), (iv) En péril depuis 2016 | 39° 03′ 00″ N, 66° 49′ 59″ E |        |
| 1693 | Déserts turaniens à hiver froid                    | Karakalpakstan                      | 2023  | 2 105 443       | Naturel, (ix), (x) Bien transfrontalier partagé avec le Kazakhstan et le Turkménistan. 5 sites en Ouzbékistan : Saigachy, Saigachy-Beleuli, Saigachy-Duana , Saigachy-Zhideyli et Oust-Ourt méridional | 45° 09′ 04″ N, 57° 43′ 44″ E 44° 33′ 47″ N, 57° 13′ 08″ E 45° 20′ 06″ N, 58° 27′ 04″ E 44° 58′ 01″ N, 58° 15′ 04″ E 42° 04′ 52″ N, 56° 39′ 54″ E |        |
| 543  | Itchan Kala                                        | Khorezm                             | 1990  | 37,5            | Culturel, (iii), (iv), (v) | 41° 22′ 41″ N, 60° 21′ 50″ E |        |
| 1675 | Routes de la soie : corridor de Zeravchan-Karakoum | Boukhara, Djizak, Navoï, Samarcande | 2023  | 371,165         | Culturel, (ii), (iii), (v) Bien transfrontalier partagé avec le Tadjikistan et le Turkménistan. 16 sites distincts en Ouzbékistan.                                                                     | |        |
| 603  | Samarkand – carrefour de cultures                  | Samarcande                          | 2001  | 1 123           | Culturel, (i), (ii), (iv) | 39° 40′ 08″ N, 67° 00′ 00″ E |        |
| 1490 | Tien Shan occidental                               | Tachkent                            | 2016  | 35 724          | Naturel, (x) Bien transfrontalier partagé avec le Kazakhstan et le Kirghizistan. 2 sites en Ouzbékistan : réserve naturelle nationale de Tchatkal (en) (zones de Maidantal et Bachkizilsay).           | 42° 19′ 59″ N, 70° 00′ 00″ E |        |

### Liste indicative
Les biens suivants sont inscrits sur la liste indicative du pays au début 2025. Les noms fournis par l'Ouzbékistan sont en anglais : la traduction en français est donnée ici à titre indicatif.
| Id.  | Bien                                                                         | Subdivision(s)      | Année | Critères et notes | Coordonnées                  | Illus. |
| ---- | ---------------------------------------------------------------------------- | ------------------- | ----- | --- | ---------------------------- | ------ |
| 5293 | Akhsiket (en)                                                                | Namangan            | 2008  | Culturel, (i), (ii), (iii), (iv) | 40° 53′ 10″ N, 71° 27′ 00″ E |        |
| 5294 | Ancienne Pop                                                                 | Namangan            | 2008  | Culturel, (i), (iii), (iv) | 40° 49′ 59″ N, 71° 01′ 59″ E |        |
| 5298 | Ancienne Termez                                                              | Sourkhan-Daria      | 2008  | Mixte, (i), (ii), (iii), (iv), (v), (vi), (ix) | 37° 15′ 50″ N, 67° 11′ 35″ E |        |
| 5296 | Andijan                                                                      | Andijan             | 2008  | Culturel, (iii), (iv), (v) | 40° 45′ N, 72° 15′ E         |        |
| 6708 | Architecture moderniste de Tachkent, modernité et tradition en Asie centrale | Tachkent            | 2024  | Culturel, (ii), (iv) 16 édifices distincts : bâtiment résidentiel Zhemchug, maison des éditeurs, four solaire de Parkent, palais des constructeurs aéronautiques, musée national de l'histoire de l'Ouzbékistan (en), palais de l'Amitié entre les peuples (en), cirque national, musée des arts d'Ouzbékistan, union des artistes, cinéma Panoramic, marché de Chorsu, Hotel Uzbekistan, maison républicaine du Tourisme, dômes bleus, Kosmonavtlar (en), tour de radiotélévision | 41° 18′ 11″ N, 69° 16′ 01″ E |        |
| 5288 | Barrage d'Abdoulkhan Bandi (en)                                              | Djizak              | 2008  | Culturel, (iv) | 40° 28′ 59″ N, 66° 42′ 00″ E |        |
| 809  | Barrage de Khanbandi (en)                                                    | Djizak              | 1996  | Culturel, (i), (ii), (iii) | 40° 28′ 59″ N, 66° 42′ 00″ E |        |
| 5301 | Bikend                                                                       | Boukhara            | 2008  | Culturel, (ii), (iii), (iv), (vi) Inscrit au patrimoine mondial en 2023 comme élément du bien « routes de la soie : corridor de Zeravchan-Karakoum », mais reste sur la liste indicative. | 39° 30′ 00″ N, 63° 49′ 59″ E |        |
| 6785 | Boysun                                                                       | Sourkhan-Daria      | 2024  | Mixte, (iv), (v), (vii), (ix) Une proposition antérieure était inscrite sous le même nom entre 2008 et 2024. | 38° 13′ 01″ N, 67° 15′ 00″ E |        |
| 5308 | Caravansérail de Rabati Malik                                                | Boukhara            | 2008  | Culturel, (i), (ii), (iii), (iv), (v) La caravansérail est inscrit au patrimoine mondial en 2023 comme élément du bien « routes de la soie : corridor de Zeravchan-Karakoum », mais reste sur la liste indicative. | 40° 21′ N, 65° 15′ E         |        |
| 5291 | Centre historique de Kokand                                                  | Ferghana            | 2008  | Culturel, (ii) | 40° 34′ 59″ N, 71° 00′ 00″ E |        |
| 5311 | Châteaux du désert de l'ancien Khwarezm                                      | Karakalpakstan      | 2008  | Culturel, (i), (ii), (iii), (iv), (v), (vi) Le bien comprendrait les châteaux de Toprak-kala, Aiaz-Kala, Koi Krylgan-Kala (en), Guldursun-Kala (en), Pil-Kala (uz), Anka-Kala (uz), Kurgashin-Kala et Djanbas-Kala. |                              |        |
| 5306 | Complexe Bakha ad-Din                                                        | Boukhara            | 2008  | Culturel, (iv) | 39° 45′ N, 64° 15′ E         |        |
| 798  | Complexe de Sheikh Mukhtar-Vali (en) (mausolée)                              | Province de Khorezm | 1996  | Culturel, (i), (ii), (iii) | 41° 20′ 20″ N, 60° 33′ 22″ E |        |
| 5286 | Kanka (en)                                                                   | Tachkent            | 2008  | Culturel, (ii), (iii), (iv), (vi) | 41° 12′ 00″ N, 68° 58′ 59″ E |        |
| 5310 | Khazarasp (en)                                                               | Khorezm             | 2008  | Culturel, (i), (ii), (iii), (iv), (v) | 41° 18′ 00″ N, 61° 04′ 01″ E |        |
| 6578 | Makhallas de Tachkent                                                        | Tachkent            | 2024  | Culturel, (ii), (iii), (v) | 41° 20′ 13″ N, 69° 14′ 20″ E |        |
| 810  | Mausolée d'Ak Astana-Baba (en)                                               | Sourkhan-Daria      | 1996  | Culturel, (i), (ii), (iii) | 38° 18′ 04″ N, 68° 01′ 08″ E |        |
| 5290 | Mausolée d'Arab-Ata (en)                                                     | Samarcande          | 2008  | Culturel, (ii) | 39° 34′ 59″ N, 66° 45′ 00″ E |        |
| 5309 | Mausolée Mir-Sayid Bakhrom                                                   | Navoï               | 2008  | Culturel, (iii) Le mausolée est inscrit au patrimoine mondial en 2023 comme élément du bien « routes de la soie : corridor de Zeravchan-Karakoum », mais reste sur la liste indicative. | 40° 08′ 35″ N, 65° 21′ 40″ E |        |
| 5304 | Mausolée Tchachma i Ayyub                                                    | Boukhara            | 2008  | Culturel, (ii) | 40° 15′ N, 64° 30′ E         |        |
| 5312 | Minaret de Vobkent                                                           | Boukhara            | 2008  | Culturel, (i), (ii), (iii) La minaret est inscrit au patrimoine mondial en 2023 comme élément du bien « routes de la soie : corridor de Zeravchan-Karakoum », mais reste sur la liste indicative. | 40° 04′ 01″ N, 64° 30′ 00″ E |        |
| 6783 | Monts Chakhimardan                                                           | Ferghana            | 2024  | Naturel, (vii), (ix), (x) Une proposition similaire était inscrite entre 2008 et 2024 avant d'être remplacée par la proposition actuelle. | 39° 55′ 01″ N, 71° 49′ 59″ E |        |
| 6782 | Monts Hissar                                                                 | Kachkadaria         | 2024  | Naturel, (vii), (viii), (x) Une proposition similaire était inscrite entre 2008 et 2024 avant d'être remplacée par la proposition actuelle. | 39° 00′ N, 67° 30′ E         |        |
| 6786 | Monts Köýtendag                                                              | Sourkhan-Daria      | 2024  | Naturel, (vii), (viii), (x) | 37° 50′ 06″ N, 66° 38′ 13″ E |        |
| 6787 | Monts Nourataou                                                              | Navoï               | 2024  | Naturel, (vii), (viii) | 40° 30′ N, 66° 42′ E         |        |
| 6781 | Monts Zaamin (en)                                                            | Djizak              | 2024  | Naturel, (viii), (ix), (x) Une proposition similaire était inscrite entre 2008 et 2024 avant d'être remplacée par la proposition actuelle. | 39° 36′ 00″ N, 68° 19′ 59″ E |        |
| 6784 | Peintures rupertres de Sarmishsoy (uz)                                       | Navoï               | 2024  | Mixte, (vi), (ix) Une proposition similaire était inscrite entre 2008 et 2024 avant d'être remplacée par la proposition actuelle. | 40° 16′ 59″ N, 65° 34′ 59″ E |        |
| 5297 | Peintures rupestres de Siypantosh (en)                                       | Kachkadaria         | 2008  | Culturel, (ii), (iii) | 39° 15′ 00″ N, 66° 40′ 01″ E |        |
| 5299 | Peintures rupestres de Zaraout-Say                                           | Sourkhan-Daria      | 2008  | Culturel, (i), (ii), (iii) | 37° 33′ N, 66° 30′ E         |        |
| 5287 | Shahrukhiya (en)                                                             | Tachkent            | 2008  | Culturel, (ii), (iii), (iv), (vi) | 41° 13′ 59″ N, 68° 52′ 01″ E |        |
| 5500 | Sites de la route de la soie en Ouzbékistan                                  | Multiples           | 2010  | Culturel, (ii), (iii), (iv), (v), (vi) Inscrit au patrimoine mondial en 2023 sous le nom « routes de la soie : corridor de Zeravchan-Karakoum », mais reste sur la liste indicative. |                              |        |
| 5305 | Tchar-Bakr                                                                   | Boukhara            | 2008  | Culturel, (iv) La nécropole est inscrite au patrimoine mondial en 2023 comme élément du bien « routes de la soie : corridor de Zeravchan-Karakoum », mais reste sur la liste indicative. | 39° 46′ 26″ N, 64° 20′ 02″ E |        |
| 5302 | Varakhcha                                                                    | Boukhara            | 2008  | Culturel, (iv), (v) Inscrit au patrimoine mondial en 2023 comme élément du bien « routes de la soie : corridor de Zeravchan-Karakoum », mais reste sur la liste indicative. | 39° 52′ 01″ N, 64° 03′ 00″ E |        |